# Aiphanes parvifolia
Aiphanes parvifolia är en enhjärtbladig växtart som beskrevs av Karl Ewald Maximilian Burret. Aiphanes parvifolia ingår i släktet Aiphanes och familjen Arecaceae.
Artens utbredningsområde är Colombia. Inga underarter finns listade i Catalogue of Life.